# 보광중학교
보광중학교(普光中學校)는 대한민국 경상남도 양산시 하북면 순지리에 위치한 사립 중학교이다.

## 학교 연혁
- 1916년 4월 1일 : 통도사 지방 학림 창설(3년제 중학교)
- 1934년 4월 1일 : 사립 통도중학교 개교(4년제 중학교) (교장 신태호 선생 취임)
- 1944년 3월 1일 : 일제의 탄압으로 폐교
- 1946년 9월 15일 : 보광중학교 개교, 초대 이섭 교장 취임
- 1961년 10월 30일 : 통도사 구내에서 현 위치로 이전
- 1967년 9월 25일 : 콘크리트 슬라브구조 신관교실 신축
- 1973년 1월 31일 : 중학교 12학급 인가
- 1975년 2월 27일 : 학교법인 영산학원 설립, 초대 신달수 이사장 취임, 보광중학교 인수경영
- 1998년 5월 15일 : 남계회관(다목적 교실) 준공
- 1999년 7월 8일 : 보광중학교 교사(校舍) 1, 2, 3층 15개 교실 준공
- 2002년 11월 30일 : 보광중학교 교사 5층 5개 교실 준공
- 2013년 1월 14일 : 전자도서관 구축
- 2019년 4월 22일 : 제5대 정양혜 이사장 취임
- 2022년 9월 1일 : 제22대 배영태 교장 취임
- 2023년 2월 9일 : 제75회 졸업식 거행(44명) (졸업생누계 10,896명)
- 2023년 3월 2일 : 입학식 거행(32명)

## 참고 자료
- 보광중학교 - 한국교육학술정보원 학교알리미